# جولی اواس
جولی اواس (به انگلیسی: Joli OS) یک سیستم‌عامل بر پایه گنو/لینوکس اوبونتو است که توسط شرکت فرانسوی جولی‌کلود (به انگلیسی: Jolicloud) منتشر می‌شود. این سیستم عامل تا ورژن ۱٫۲ با نام «جولی کلود» منشتر می‌شد، تا اینکه این شرکت نام آن را به «جولی اواس» تغییر داد. در حال حاضر جولی اواس یک پروژهٔ متن باز است که که کد منبع آن بر روی سایت GitHub موجود است.